# Ariadna boliviana
Espèce
Synonymes
- Ariadna dubia Mello-Leitão, 1917

Ariadna boliviana est une espèce d'araignées aranéomorphes de la famille des Segestriidae.

## Distribution
Cette espèce se rencontre en Bolivie, au Paraguay, au Brésil et au Suriname.

## Description
Le mâle décrit par Giroti et Brescovit en 2018 mesure 8,64 mm et la femelle 12,4 mm, les mâles mesurent de 5,2 à 8,64 mm et les femelles de 8,4 à 12,4 mm.

## Étymologie
Son nom d'espèce lui a été donné en référence au lieu de sa découverte, la Bolivie.

## Publication originale
- Simon, 1907 : Étude sur les araignées de la sous-section des Haplogynes. Annales de la Société Entomologique de Belgique, vol. 51, p. 246-264 (texte intégral).